# Метеори
Манастири Метеори (грч. Μετέωρα — лебдеће камење) је скупина православних манастира у близини грчког града Каламбаке, у западној Тесалији. Манастири су веома познати по свом несвакидашњем положају на стенама-стубовима и сматрају се највреднијом скупином манастира у Грчкој после Свете горе. Метеори су и на списку културне баштине УНЕСКО.

## Манастири
Укупно постоји 6 манастира, четиpи мушка и два женска. То су:

### Манастир Велики Метеор или Преображењски манастир
Највећи манастир на Метеорима. Подигнут је средином 14. века и био предмет рестаурације и улепшавања 1483. и 1552. године. Зграда служи као главни музеј за туристе. Католикон (главна црква), посвећена Преображењу Господњем, подигнута је средином 14. века и уређена 1483. и 1552.

### Манастир Варлаам
Други по величини у комплексу Метеора. Саграђен 1541. године, а украшен 1548. Црква, посвећена свим светим, изграђена је у светогорском типу (крст у квадрату са куполама и хоровима), са пространим егзоприпратама и окружена куполом. Црква је изграђена и украшена када и манастир, док је припрата била украшена 1566. Стара трпезарија се користи као музеј док је северни део цркве изграђен 1627. и украшен 1637.

### Манастир Св. Варваре или Русану манастир
Изграђен је средином 16. века и украшен 1560. године.

### Манастир Св. Николе Анапауског
Изграђен је у 16. веку. Има малу цркву. Декорисан је од стране познатог критског сликара Теофана Крићанина 1527. године.

### Манастир Св. Стефана
Овај манастир има малу цркву изграђену у 16. веку која је уређена 1545. године. Манастир почива на равници, уместо на литици. То је због тога што је био гранатиран од стране нациста за време Другог светског рата, који су веровали да се ту крију побуњеници. Од тада је он био напуштен. Након неког времена, монахиње су га преузеле и преуредиле.

### Манастир Св. Тројице
Овај манастир се налази на врху литице. Изграђен је 1475. године и био украшаван у више наврата.

## Историја
Теоптера пећина, удаљена 5 километара од Метеора, била је настањена становницима још пре 50 миленијума. Према грчком министарству културе, најстарији познати пример људске творевине пронађен је у праисторијским пећинама централне Грчке. Структура је заправо камени зид који блокира две трећине улаза у пећину. Изграђена је пре 23 000 година, вероватно као препрека хладним ветровима. „Оптичко датирање, познато као оптички стимулисана луминесценција, примењено је на кварцно зрно смештено у оквиру стења. Датирали смо четири различита узорка из седимента и сви су показали исте датуме,“ рекао је Николаос Захаријас, рекао је директор археометријске лабораторије пелопонеског универзитета. Према саопштењу министарства културе, „датирање указује на најхладнији период последњег леденог доба, што указује на то да су становници пећине саградили зид да би се заштитили од хладноће.“ Ископавањима од 1987, пећина Теоптера је добро позната палеонтолозима по томе што је коришћена и била насељена у континуитету од палеолита па надаље (од пре 50 000 па до пре 5 000 година).
У деветом веку, група аскета доселила се на древне литице.
Они су били први људи који су населили Метеоре. Живели су у шупљинама и пукотинама у стенама, од којих су неке биле чак на висини од 1 800 метара изнад равнице. Ове велике висине, у комбинацији са стрмим литицама, удаљиле су све сем најодлучнијих посетилаца. У почетку су пустињаци водили самачки живот, срећући се само недељом и посебним данима да се поклоне и моле у капелама подигнутим у подножју стене познате под називом Доупиани. Већ почетком 11. века верује се да су асктете за стално живеле у пећинама и шупљинама стена.
Тачан датум оснивања манастира није познат. Крајем 11. и почетком 12. века формирана је рудиментарна монашка држава под називом “Skete of Stagoi” и била је смештена око још постојеће Богородичине цркве. Крајем 12. века заједница аскета похрлила је у Метеоре.
1344. године је Антанасиос Коинтовитис са Свете Горе довео групу следбеника на Метеоре. Од 1356. до 1372. основао је манастир Велики Метеор на широкој стени, која је била савршена за монахе; били су сигурни од политичких превирања и имали су пуну контролу уласка у манастир.
Крајем 14. века, осмовековна владавина Византијског царства над северном Грчком била је угрожена од стране турских пљачкаша који су желели превласт над плодном Тесалијом. Монаси, повлачећи се од све већег турског царства, нашли су недоступне стене Метеора које су представљале идеално уточиште. Изграђено је више од 20 манастира, почевши од 14. века. Данас их је остало само шест.
1517. године Нектарије и Теофан су изградили манастир Варлаам, који је познат по томе што се верује да је он дом прста Светог Јована и плећке Светог Андрије.
Приступ манастирима је у почетку (намерно) био отежан и захтевао пењање мердевинама или “извлачење” помоћу специјалних мрежа, које су се користиле како за људе, тако и за робу. 1921. године Марија од Единбурга је посетила Метеоре, поставши прва жена којој је дозвољен улаз у манастир Велики Метеор. Двадесетих година прошлог века побољшан је приступ. У камен су уклесане степенице, што је комплекс чинило доступнијим преко моста с оближњег платоа. Током Другог светског рада овај предео је бомбардован, а многа уметничка блага била су украдена.
Данас постоји шест манастира, од којих у четири живе мушкарци, а у два жене. Сваки манастир има мање од 10 насељеника. Они су сада туристичка атракција.

## Географске одлике
Истраживања показују да су се стубови формирали око 60 милиона година и да су настале током Палеогена. Време и земљотреси су обликовали масу у стене данашњег облика.
Поред планина Пиндос, у западном делу Тесалије, у северној Грчкој, ове пешчарске стене “излазе” из земље. Стене су састављене од смеше пешчара и конгломерата. Формиране су пре око 60 милиона година. Низ земљиних покрета гурнуо је морско дно нагоре, стварајући висоравни и изазвао појаву бројних пукотина у дебелом слоју пешчара.
Континуираним временским дејством воде, ветра и екстремне температуре, претворило је камење у високе стубове обележене хоризонталним линијама за које геолози сматрају да су настале дејством воде праисторијског мора. Грчки историчар Херодот је у 5. веку п. н. е. написао да локално становништво верује да је тесалијска равница некада била море. Ако је ово тачно, било је највероватније поплава на крају последњег леденог доба, осам хиљада година п. н. е. Међутим, он је пропустио да помене стене Метеора, а нису ни евидентирани у списима других античких грчких писаца. То је довело до уверења да стубови нису ни постојали пре две хиљаде година, међутим, модерни геолози су оборили ту тврдњу.
Пећина Теоптера налази се на 4 километра од Каламбаке. Њена посебност са археолошког становишта је у томе што се у њој налазе записи два умногоме значајна културна прелаза: замена неандерталаца модерним људима, а касније и прелаз од ловаца-сакупљача на пољопривреду након завршетка последњег леденог доба. Пећина се састоји од огромних 500 квадратних метара правоугаоне просторије, смештена у подножју кречњачког брда, које се уздиже на североистоку, изнад села Теопетра. Улаз у пећину широк је 17, а висок 3 метра. Лежи у подножју планинског венца Часја између Тесалије и Македоније, док река Литаос, притока реке Пинеиос, тече испред пећине. То што ова мала речица тече буквално на прагу пећине значи да су пећински становници имали увек приступ свежој, чистој води, без потребе да свакодневно прелазе велико растојање да је пронађу. Ископавањем и истраживањем откривене су окамењене силикатне алге, које су допринеле разумевању палео-климатских промена. Радиокарбонским датирањем доказано је да људско постојање датира педесет хиљада година уназад. Ова пећина је данас отворена за јавност.

## Галерија
- манастир Велики Метеор
- манастир Варлаам са својим подножјем
- Манастир св. Варваре
- Манастир св. Николе Анапауског
- Манастир св. Стефана
- Манастир св. Тројице
- Панорама града Каламбаке са Метеорским планинама
- Поглед са Метеора на град Каламбаку у подножју
- Панорамски поглед на манастире Варлаам и Велики Метеор
- Панорамски поглед на манастир Варлаам
- Манастир из другог угла